# Adolf Starkman
Adolf  Starkman (ur. 27 września 1871 w Warszawie, zm. w 17 czerwca 1920 tamże) – polski dziennikarz, felietonista, humorysta.

## Życiorys
Debiutował w „Kolcach”, swoje artykuły, felietony,  korespondencje i inne utwory zamieszczał w czasopismach „Mucha”, „Kurier Świąteczny”, „Dziennik dla Wszystkich”, „Ziarno”, „Przegląd Tygodniowy”, "Szczutek", „Wędrowiec” czy gazetach codziennych „Kurier Codzienny”.
W 1902 redagował „Kurier Świąteczny”, pisał na jego łamach recenzje i krytyki teatralne. Pod pseudonimem „Pigmalion” publikował wiersze humorystyczne.
W 1908 został skazany na rok twierdzy za przestępstwo prasowe z art. 128 (obrazę Majestatu).
Spokrewniony z Ludwikiem Starkmanem, wiceprezesem Rady Banku Handlowego w Łodzi, przebywał w latach 1893–1894 w Łodzi, skąd nadsyłał korespondencje do „Izraelity”. Wnikliwie obserwując miasto, jego mieszkańców i panujące w nim stosunki napisał i opublikował reportaż Łódź i łodzianie. Szkic społeczno-obyczajowy wydany także w formie osobnej broszurki (Warszawa 1895).